# 휴고 스티글리츠

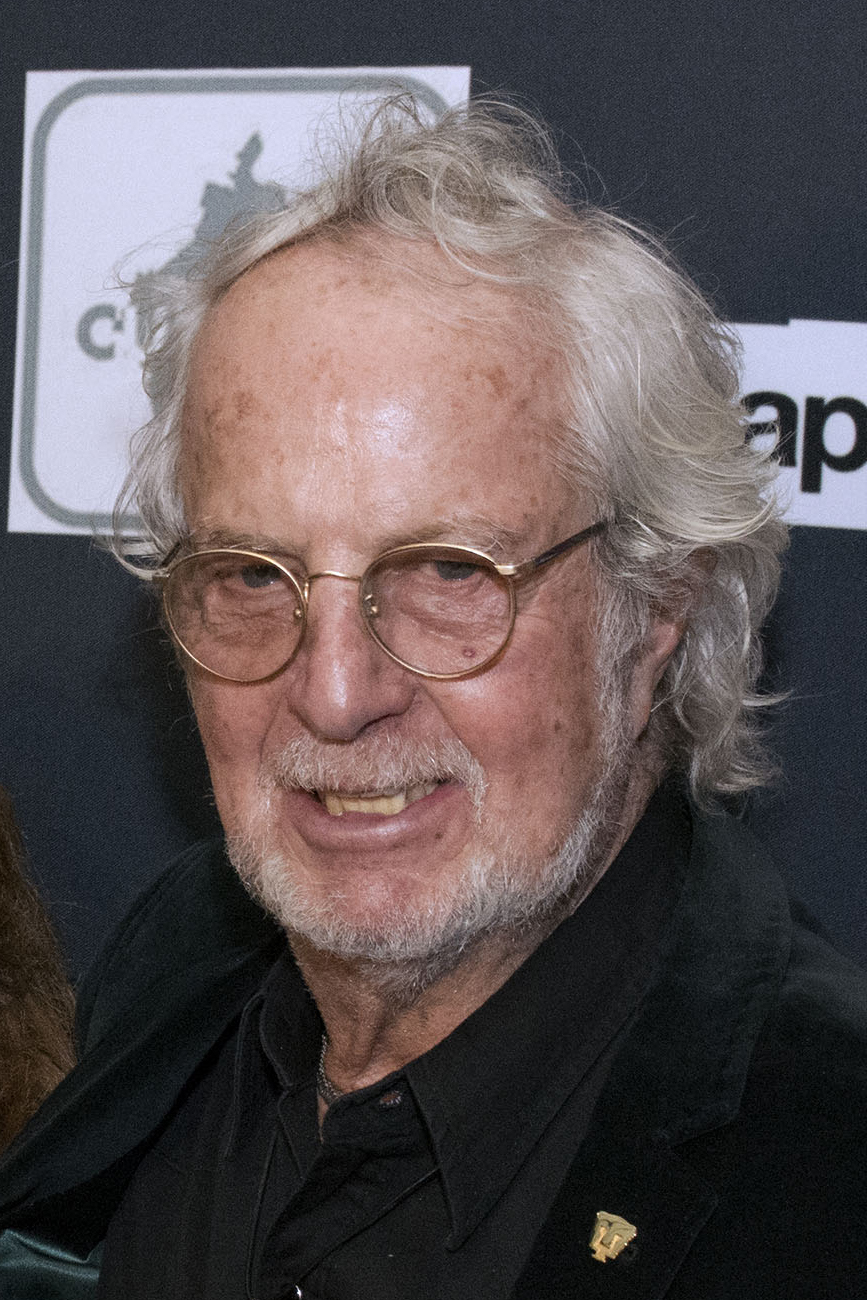

휴고 스티글리츠(Hugo Stiglitz, 1940년 8월 28일 ~ )는 멕시코의 영화 감독, 각본가, 텔레비전 배우, 영화배우이다.
멕시코시티에서 태어났다.

## 영화
- 사랑해, 매기 (2013년) - 조니 브라보 역
- 리얼 타임 (2002년)
- 트릭 (1998년)
- 카운터포스 (1987년)
- 데스 게임 (1985년)
- 살인 기계 (1984년)
- 볼케이노 (1984년)
- 나이트메어 시티 (1980년)